# 10226 Сейсіка
10226 Сейсіка (10226 Seishika) — астероїд головного поясу, відкритий 8 листопада 1997 року.
Тіссеранів параметр щодо Юпітера — 3,457.
Названо на честь Сейсіки (яп. せいしか(青紫花) сейсіка).